# Än leva de gamla gudar
Än leva de gamla gudar är en svensk komedifilm från 1937, regisserad av Schamyl Bauman.

## Handling
I inledningen möter vi några unga människor. Det är syskonen Karin, Georg och Kurt Bureskjöld, barn till pappershandlaren i Västköping, Napoleon Pettersson. Barnen har dock flyttat till Stockholm. Sönerna bedriver ett slags fabriksverksamhet med kontor vid Norrmalmstorg. För att visa sin modernitet och sitt avståndstagande till faderns småstadsmässighet har de bytt efternamn. Sönerna behöver kapital till sin verksamhet och försöker gifta bort sin syster med en rik baron. Därutöver försöker de förmå sin far att sälja sin affär och ringer upp hans konkurrent Klein. Klein uppsöker Napoleon och säger att affären är gammalmodig och behöver moderniseras. Själv tycker han att Klein bara är ute för att imponera. Klein har biträdena men han har kunderna. När Klein säger att man inte kan gå emot utvecklingen, att de stora äter upp de små och det är tidens gång, då slänger Napoleon ut Klein.
Livet i Västköping utmärks i övrigt av idyll och gemyt. Napoleon är bland annat engagerad i frivilligbrandkåren vilket ger tillfälle till fest och gemenskap, där Napoleon nostalgiskt besjunger barndomens dagar. Barnen söker nu upp sin far. De pratar om sitt fabriksprojekt och att affärerna kommer att bli bättre när kriget kommer. De säger att han skall sälja sin ”smörja” till Klein och flytta med dem till Stockholm. Där kan han träffa fina och bildade människor. De säger att de numera har umgänge i så fina och exklusiva kretsar att deras far inte kan driva en så enkel affär. De berättar också om sina planer för systern, som dock ger min av att hon verkar mer intresserad av Napoleons biträde Hans. Napoleon motsätter sig starkt deras förslag. När Karin dock tycker att han skall sälja går han motvilligt med på det.
I Stockholm blir Napoleon installerad i en modern funkisvåning. Hans hembiträde Hulda som följt med tar snabbt intryck av miljöbytet och deklarerar att hon inte längre vill tituleras piga utan domestik och antar en min av högfärdighet. För att ”modernisera” fadern engagerar man bland annat en boxningstränare. Napoleon verkar till en början bortkommen men träningssessionen slutar med att slår knock på tränaren.
Napoleon får besök av sin gamle kollega från Västköping, specerihandlare Lundström, som kan berätta att Kleins affär går bakåt. Själv har Lundström blivit utkonkurrerad av de många EPA-affärerna som öppnats. Napoleon visar upp våningen för sin vän. Denne får pröva en modern funkisfåtölj vilket känns mycket ovant. Något som ser ut som modern konst visar sig vara en nedfällbar säng. Napoleon förklarar nu vad kultur är. Det är en andlig parfym som folk sprutar på sig för att man inte skall känna lukten. Han pekar på den minimala frukostbricka som Hulda kommer in med, att det är sånt som kulturmänniskor ska leva på. Napoleon uttrycker en allmän leda vid detta moderna liv där han inte får arbeta som han är van vid. Men säger att du ska vara lugn Lundström, än leva de gamla gudar! Han öppnar chiffonjén där han gömt undan mat och en brännvinskaraff, vilket de sedan smörjer kråset med.
Sönerna har mottagning bland annat för baronen och Napoleon är där. De förnäma gästerna verkar ignorera honom men han slår sig i samspråk med en ingenjör, som förklarar vilken invecklad maskin hjärnan är hos en sådan. Vad vore industrin utan uppfinningar och maskiner, kriget utan uppfinningar. Napoleon läxar upp denne teknokrat och säger att kriget är en förbrytelse och var och en som bidrar till kriget är en förbrytare.
Det kryper fram att sönernas verksamhet har att göra med tillverkning av stridsgas och vid det här laget har Napoleon fått nog av dem. Han läxar upp dem för att ha sålt hans affär och skövlat hans hem. Han vill ha arbete säger han. Han son Georg tar avstånd från faderns utbrott och säger åt honom att aldrig sätta sin fot på hans golv. Han får svaret att måtte de ångra vad de sagt till sin gamle far men de skall aldrig mer behöva skämmas för honom. Han går ut för att söka arbete och blir bekant med Eva Gustafsson, innehavare av en pappershandel. Han gör den till en blomstrande verksamhet som sköts av Karin som nu är tillsammans med Hans.
Karin och Hans beser ett husbygge och går omkring bland byggnadsställningarna. Karin kan för sin del redan möblera upp den framtidsvåning hon drömmer om i det fortfarande ofullbordade bygget. De stöter ihop med Napoleon och Eva som också beser byggplatsen. Napoleon säger att han inte alls kan tänka sig att bo ett sånt här modernt funkishem men verkar inte helt övertygande.
Under tiden har Kleins affär hemma i Västköping gått omkull och Napoleon har köpt tillbaka den. Nu uppsöks han av sina ångerfulla söner som erkänner att de förlorat allting de haft på sina affärer. Han kan läxa upp dem för att försökt tjäna pengar på kriget och kan nu i stället erbjuda dem arbete i sin gamla butik i Västköping. Han hälsar dem välkomna ner på jorden igen och omfamnar sina söner med orden, livet skall lösas med arbete, än leva de gamla gudar.

## Om filmen
Filmen hade Sverigepremiär på Astoria i Stockholm den 11 september 1937.
Edvard Perssons definition av kultur som andlig parfym väckte en hel del vrede, bland annat skrev kritikern Stig Almqvist ett öppet brev i Filmjournalen 1937 nr 9, där han hårt angrep denna passus i filmen. Europa Film svarade med en motbroschyr som var ett personangrepp på Almqvist, där man gav en antydan om ett tidigare havererat filmprojekt som Almqvist varit ansvarig för. Filmen gav också upphov till en beryktad anonym recension av Gunnar Tannefors i Veckorevyn 1937 nr 39: "Åter ett svenskt klavertramp. Den är så falskt sentimental, så falskt moraliserande , så förljugen i sin skildring av svensk verklighet av idag att äcklet stiger åskådaren långt upp i halsen. Och Edvard Persson flyter som en belåten fettklimp omkring i den."
Man kan möjligen spåra ett stråk av antisemitism i filmen. Dels genom namnet på Napoleons konkurrent, Klein, dels genom att ta upp EPA som svår konkurrent till många handlare, något som fanns närvarande i samtida antisemitisk agitation.

## Rollista (urval)
- Edvard Persson - Napoleon Pettersson
- Karin Ekelund - Karin
- Åke Jensen - Kurt
- Tord Bernheim - Georg, alla tre Napoleons barn
- Dagmar Ebbesen - Hulda, hembiträde hos Napoleon
- Mim Ekelund - Eva Gustafsson
- Nils Wahlbom - specerihandlare Lundström
- Helge Hagerman - butiksbiträdet Hans
- Elof Ahrle - handelsresande man
- Lilly Kjellström